# Conioscinella flaviseta
Conioscinella flaviseta är en tvåvingeart som beskrevs av Malloch 1940. Conioscinella flaviseta ingår i släktet Conioscinella och familjen fritflugor. Inga underarter finns listade i Catalogue of Life.